# Neto (folyó)
A Neto egy olaszországi folyó. A Crati után Calabria régió második legjelentősebb vízfolyása. A Sila-fennsíkon ered a Monte Botte San Donato lejtőin. Átszeli Cosenza és Crotone megyéket majd a Jón-tengerbe ömlik Rocca di Neto város közelében. Mellékfolyói az Arvo, Ampollino, Lese és Vitravo. A vizét energetikai célokra használják valamint öntözésre.